# Constitución del Alto Imperio romano
La Constitución del Alto Imperio romano fue un conjunto no escrito de directrices y principios transmitidos principalmente a través de los precedentes. Después de la caída de la República romana, el equilibrio del poder constitucional pasó del Senado romano a los emperadores romanos. Al principio, con el primer emperador, Augusto, el emperador y el Senado fueron técnicamente dos ramas iguales de cooperación en el gobierno. En la práctica, sin embargo, la autoridad real del Senado imperial fue insignificante, ya que era el emperador quien tenía el poder real del Estado. Durante el gobierno del segundo emperador romano, Tiberio, los poderes que habían conservado la Asamblea fueron finalmente trasladados al Senado. La esterilización de las asambleas fue inevitable, en parte porque los electores eran a menudo ignorantes en cuanto al fondo de las cuestiones importantes que se pusieron delante de ellos.
El Emperador disponía de sus poderes en virtud de su situación jurídica. Los dos componentes más importantes del poder del Emperador fueron los "poderes de Tribuno" y los "poderes de Procónsul". Los poderes de Tribuno le dieron la autoridad sobre el gobierno civil de Roma, mientras que los poderes proconsulares le dieron autoridad sobre el ejército romano. Si bien estas distinciones se definieron con claridad durante el imperio temprano, con el tiempo se perdieron, y el poder del Emperador se hizo menos constitucional y más monárquico. Las magistraturas tradicionales que sobrevivieron a la caída de la República fueron las de cónsul, pretor, tribuno de la plebe, edil, cuestor y tribuno militar. Cualquier persona de la clase senatorial podría ejercer una de estas magistraturas. Un individuo que no perteneciese a la clase senatorial, podía ejercer una de estas magistraturas con el consentimiento del emperador. Marco Antonio abolió las magistraturas de dictador y magister equitum durante su consulado en el 44 a. C., y poco después las magistraturas de interrex y censor también fueron abolidas.